# Bridget Jones: loca por él
Bridget Jones: Loca por él (título original en inglés: Bridget Jones: Mad About the Boy) es una película de 2025 de comedia romántica dirigida por Michael Morris a partir de un guion de Helen Fielding, Dan Mazer y Abi Morgan. La secuela de Bridget Jones's Baby (2016) y la cuarta entrega de la serie de películas de Bridget Jones, —Bridget Jones's Diary (2001); Bridget Jones: The Edge of Reason (2004)— está basada en la novela homónima de 2013 de Fielding. Renée Zellweger, Hugh Grant y Emma Thompson repiten sus papeles como Bridget Jones, Daniel Cleaver y Doctor Rawlings, respectivamente, de entregas anteriores, con Chiwetel Ejiofor, Leo Woodall, Isla Fisher, Josette Simon, Nico Parker y Leila Farzad uniéndose al reparto.
Bridget Jones: Mad About the Boy se estrenó en los Estados Unidos en el servicio de streaming Peacock y a nivel internacional en cines por Universal Pictures el 14 de febrero de 2025.

## Argumento
Bridget está sola después de enviudar hace cuatro años, cuando Mark murió durante una misión humanitaria en Sudán. Es la madre de Billy, de nueve años, y de Mabel, de cuatro, y se encuentra en una especie de limbo emocional mientras cuida a los niños con la ayuda de sus mejores amigos y de un antiguo amante, Daniel Cleaver. Presionada por su familia urbana, compuesta por Shazzer, Jude y Tom, su compañera de trabajo, Miranda, su madre y su ginecóloga, la Dra. Rawlings, se siente obligada a interesarse por la vida y el amor. Trabaja de nuevo e incluso prueba con una app de citas, a través de la cual conoce a un soñador bastante más joven que ella. Mujer trabajadora, ama de casa, madre y enamorada (a medias), Bridget se enfrenta al enjuiciamiento de las madres perfectas en el colegio, se preocupa por Billy, que no acaba de acostumbrarse a no tener un padre, y mantiene una extraña relación con el muy racional profesor de Ciencias de su hijo.

## Reparto
- Renée Zellweger como Bridget Jones
- Hugh Grant como Daniel Cleaver
- Emma Thompson como la doctora Rawlings
- Chiwetel Ejiofor como el Sr. Scott Wallaker, un maestro en la escuela de los hijos de Bridget.
- Leo Woodall como Roxster, el nuevo interés amoroso sardónico y descarado de Bridget.
- Jim Broadbent como Colin Jones, el padre de Bridget
- Gemma Jones como Pamela Jones, la madre de Bridget
- Isla Fisher como Rebecca, la nueva vecina de Bridget
- Colin Firth como Mark Darcy, el fallecido interés amoroso de Bridget
- Josette Simón
- Nico Parker como Chloe, la niñera de los hijos de Bridget.
- Leila Farzad como Nicolette
- Sarah Solemani como Miranda, amiga de Bridget y presentadora de Hard News
- Sally Phillips como Sharon "Shazzer"
- Shirley Henderson como Jude
- James Callis como Tom
- Celia Imrie como Una Alconbury

## Producción
En octubre de 2022, Helen Fielding respondió a los informes sobre una cuarta película de la serie de películas de Bridget Jones y le dijo al Radio Times que se estaba preparando una secuela de Bridget Jones's Baby.
En abril de 2024, se confirmó una cuarta película de la serie de películas de Bridget Jones basada en el tercer libro de la serie Bridget Jones, Bridget Jones: Mad About the Boy. Se confirmó que Renée Zellweger, Hugh Grant y Emma Thompson repetirán sus papeles de entregas anteriores, con Chiwetel Ejiofor y Leo Woodall uniéndose al elenco. Michael Morris dirige la película a partir de un guion de Fielding con contribuciones adicionales de Abi Morgan y Dan Mazer, con Tim Bevan, Eric Fellner y Jo Wallett produciendo bajo el sello Working Title Films. Miramax también cofinancia la película. En mayo, Isla Fisher, Josette Simon, Nico Parker y Leila Farzad se unieron al elenco de la película, con Jim Broadbent, Gemma Jones, Sarah Solemani, Sally Phillips, Shirley Henderson y James Callis repitiendo sus papeles de las películas anteriores.
La fotografía principal comenzó el 10 de mayo de 2024 en Sky Studios Elstree en Londres. El rodaje finalizó el 8 de agosto.

## Estreno
La película fue estrenada el 14 de febrero de 2025 por Universal Pictures, y se emite en el servicio de transmisión de Universal, Peacock, en los Estados Unidos, y tuvo un estreno en cines en otros lugares.